# Fiat CR.42 Falco
Fiat C.R.42 Falco je bilo italijansko lovsko letalo druge svetovne vojne.

## Začetek proizvodnje
Letalo je bilo že ob začetku razvoja zastarelo. Bilo je zasnovano na lovskih letalih iz prve svetovne vojne. Dvokrilec z odprto kabino in fiksnim podvozjem je bil projektiran leta 1936, službo v Regia Aeronavtica pa je začel šele novembra 1939. Kljub vsemu temu so ga kupile Belgija, Finska, Madžarska in Švedska. Izdelovali so ga vse do leta 1942, takrat pa so ga na hitro umaknili iz aktivne službe in je služil le še kot trenažno letalo za lovske pilote.

## Uspehi letala
Letalo je bilo sicer okretno, a je bilo neprimerno za zračne dvoboje, zato so se piloti, ki so z njim leteli izogibali tovrstnim spopadom in so letalo raje uporabljali za zračno podporo enotam na tleh. Večina letal je bila stacioniranih na severnoafriškem bojišču in v bazah v Sredozemlju. Med bitko za Britanijo je bilo v Belgijo poslanih 50 teh lovcev, ki so sodelovali v bojih med oktobrom 1940 in januarjem 1941. Letala so bila zdesetkana v spopadih z britanskimi lovci, zato so tudi prekinili z njihovo proizvodnjo.

## Različice
- Fiat C.R.42
- Fiat C.R.42bis
- Fiat C.R.42ter
- Fiat C.R.42AS